# ヘブ - フラニツェ・ヴ・チェハーフ線
ヘブ～フラニツェ・ヴ・チェハーフ線（チェコ語;Železniční trať Cheb – Hranice v Čechách）は、チェコ国鉄の鉄道線の名称である。路線番号は148。
ヘブ～アシ間は、1865年、バイエルン国立鉄道により開業した。残りのアシ～フラニツェ間は、1885年にオーストリア地方鉄道によって開業した。超特急「スーパーシティ」の乗り入れるヘブ～フランチシコヴィ・ラーズニェ間のみ電化されている。

## 歴史

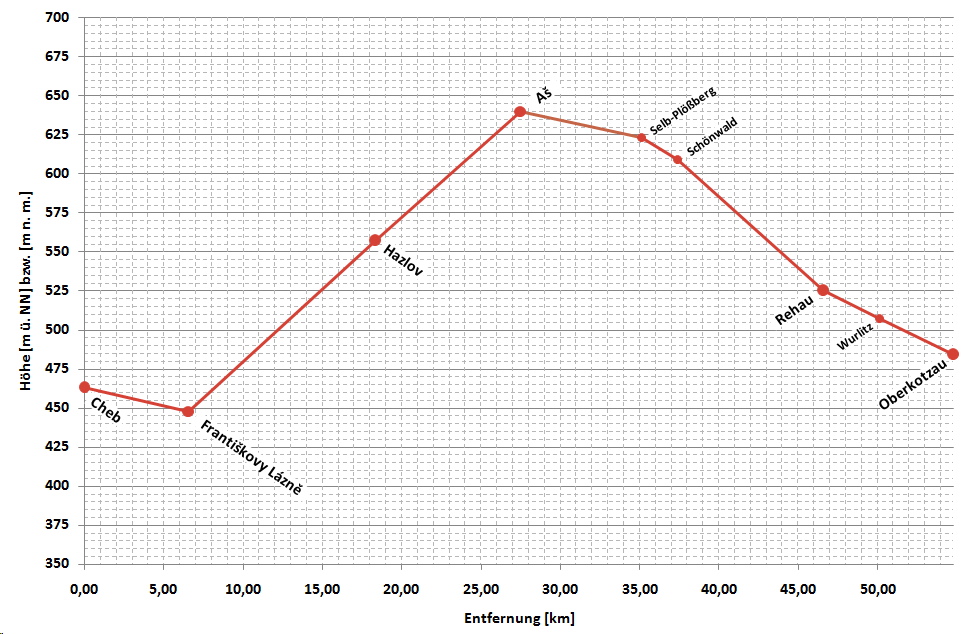
ヘプ - ホーフ区間の高度の線図

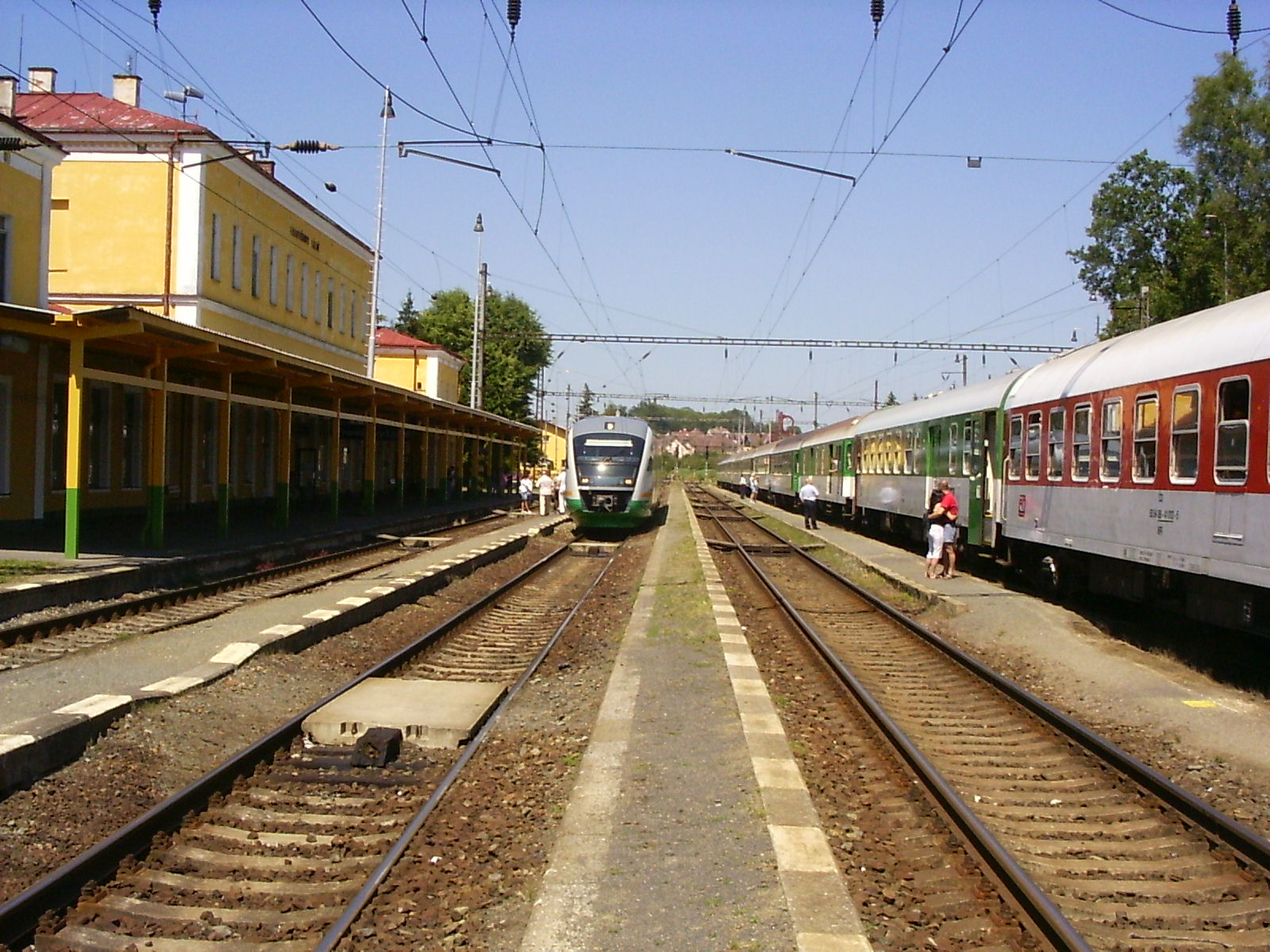
フランティスコヴィー・ラーズニェ駅 (2008年)

### ヘプ - アシュ区間
ホーフ市は1863年6月4日に敷設免許を獲得した。同月17日にバイエルンとオーストリアとの条約は締結されて、ヘプ - アシュ間は1865年11月1日開通された。
フランティシュコヴィ・ラーズニェ - アシ区間の急勾配のため、バイエルン鉄道はマレト方式のGt 2×4/4形機関車を、補助機関車としてヘプ工場に配置した。この路線と旧ヘプ - ヴィーザウ線を通じて列車はホーフ駅からレーゲンスブルク及びミュンヘン方面へ走行することができた。1877年ホーフ - マルクトレドヴィツ - レーゲンスブルク区間は開通され、列車運行の頻度数は減少した。それでもこの路線はホーフの産業にソコロヴスカー低地の石炭を供給することに顕著な寄与をした。
1918年11月にチェコスロヴァキア共和国が樹立された後にも、ヘプ - アシ区間はバイエルン鉄道により運営された。1920年ドイツ帝国鉄道がこの区間を引き受けて、1922年契約通り所有権を獲得した。

### アシ - アドルフ区間
ヘプ - ホーフ鉄道の影響でロースバッハ (フラニツェ) 片隅の繊維産業にも鉄道連結が必要となり、1876年4月21日技術的な準備作業はオーストリアで許可されたが、財政的理由で運営会社が見つからなかった。オーストリア政府は1884年4月28万グルデンの支出を資金援助の目的で承認した。この援助の条件は1年以内に鉄道建設を完全に終えることであった。
1884年6月15日ヴィルヘルム・ルジゼク (Wilhelm Rzizek) はアシ - フラニツェ区間の鉄道敷設権を獲得した。その事件は鉄道を1885年10月31日まで完成することで、運営権の有効期間は90年と決定された。建設作業は1884年10月始まり、1885年9月26日開通式が公式的に行われた。路線運営は王立オーストリア国鉄により所有者のために実行された。
ロースバッハの企業家達は鉄道をザクセンのアドルフまで延長しようと努力して、1889年その企画案が提出された。1898年11月オーストリア・ハンガリー帝国とザクセンは条約を締結して、翌年1月にウィーンで批准書が交換された。条約によれば、オーストリア国鉄はザクセン地域でも鉄道を建設・運営することが許可された。1898年12月21日アシ - フラニツェ線の延伸に関する法律は制定され、アシ - ロースバッハ地元鉄道会社の拡張事業を規定していた。オーストリア＝ハンガリー帝国は路線延伸に関して76年間の運用期限の間に投資金額の4％を地元鉄道会社に支給した。国家はこの法案により、まだ所有者が分散されていたアシ - ロースバッハ地元鉄道の株式を買収する権限をとった。もしそれが不可能となったら、国家は1885年敷設許可の条件により鉄道を国有化する権限を取るべきであった。
鉄道建設は土地買収の理由で延期された。建設工事は、ズデニェク・クルリシュ社により行われて、1905年既存のロースバッハ駅移転から始まった。同年7月地元鉄道は永久に国有化されオーストリア国鉄に編入された。1906年の夏、現場の事故で営業の開始は同年9月18日に延期された。戦争中にはロースバッハ - アドルフ区間は度々運行停止された。

### チェコスロヴァキア国有鉄道時代
1918年11月チェコスロヴァキア国有鉄道が設立されたが、この路線の列車はアシ - ヘプ方面の列車と直結されなかった。ドイツ帝国鉄道がホーフ - ヘプ鉄道で可能な輸送に関して高い使用料を算定したことがその原因であった。それでチェコスロヴァキア国鉄はほとんどの車両修理をアシ町駅で実行した。
1931年7月25日ドイツとチェコスロヴァキアは国境の越える鉄道路線に関する関係を新たに規定すた条約を締結した。フラニツェ - アドルフ区間の場合、国境 - アドルフ区間は、全ての施設物を含めて、1998年12月31日にドイツ共和国に無償で引き渡されることが決定された。同時に無期限にその区間を運営する権利はドイツ共和国に与えられた。
1933年チェコスロヴァキア国鉄はアシ - フラニツェ区間に気動車を投入して、運行時間短縮と運行回数増加は可能となった。ズデーテン地方がドイツに合併された以後、1938年10月1日付でアシ - フラニツェ区間はドイツ帝国鉄道により引き受けて、レーゲンスブルク管理局の所属となった。1945年4月アメリカ軍の侵入で白エルスター川鉄道橋は破壊された。国境 - アドルフ区間は1946年から1951年まで段階的に撤去された。
第二次世界大戦の終戦直後、アシ - フラニツェ区間ではドイツ系住民の追放及びチェコ人居住地の不足のため、列車編数が減少し、産業団地の廃業で貨物交通も衰えた。一方、ヘプ - アシ区間はチェコスロヴァキア国有鉄道に引き受けられた。オフジェ川の鉄道橋は破壊されて、列車運行は不可能で、ハズロヴ駅にも列車運行に支障があった。バイエルン方面の旅客列車は2015年まで運行されなかった。国鉄は旅客列車路線をアシ駅からフラニツェ・ヴ・セシャーフ駅に延伸した。運行回数は少ない需要にもかかわらず、時間の経過により戦争前の水準まで上がった。貨物列車はホーフ方面に続いて、バイエルンへ陶磁器の原料を運搬した。
1951年9月11日チェコ人鉄道関係者と反体制メンバーは列車を奪い取って、国境を越える事件を起こった。列車はゼルプ・プロェースベルクの国境地帯へ入って止まった。1970年代にフランティスコヴィ・ラーズニェ - アシ区間は支線鉄道の地位に格下げされた。

### チェコ鉄道及び鉄道公団時代
1990年代中期からアス町 - フラニツェ区間運用の問題が利用客数の不足でますます提起された。1998年にはその区間の旅客列車編は一年間廃止されることさえあった。ヘプ郡と関係地域の請願でチェコ鉄道はやっと一日一往復で旅客列車を投入した。一方ヘプ - アス町区間は2015年12月まで旅客列車の規則的な運行で連結されていた。
セルプ・プロェースベルク - 国境区間は1996年9月29日公式的に廃止された。2010年10月にチェコ交通省は国境 - アス区間を二ヶ月後に廃止すると公表したが、その計画は結局実行されなくて、2012年1月に撤回された。
バイエルン鉄道会社 (Bayerische Eisenbahngesellschaft, BEG) はカルロヴィ・ヴァリ州と共に2013年からセルプ・プロェースベルク - アシ区間の運行再開を委託しようと既に宣言した。しかしドイツ側で信号装置と踏み切りの改良などが必要であったので、計画された運行再開は2015年12月に延期された。2015年1月26日アシ駅で線路復旧工事が始まった。工事費用は約7500万クローネで、工事は2015年7月完了する予定であった。2015年12月13日からオーバープファルツ鉄道がヘプ - ホーフ区間でオーバープファルツ鉄道 (Oberpfalzbahn, OPB) 所属の普通列車が運行されている。

## 運行形態

### 超特急「インターシティ(IC)」
一日1往復が、フランチシコヴィ・ラーズニェ～ヘブ～プラハ～ボフミーン間に運行している。ヘブ以南は170号線に直通する。
2017年以前は、スーパーシティ(SC)の種別で運行していた。なお、2014年以前は、一日2往復が運行されていた。

### 普通
現在は、主に下記2系統が運行されている。なお、2015年以前はドイツ国鉄858号線への直通がなく、主にヘブ - アシ間の系統が運行されていた。
- マークトレドヴィッツ - ヘブ - アシ - ホーフ
2時間に1本運行されている。ヘブ以西は179号線に、アシ以北はドイツ国鉄858号線に直通する。
- アシ - アシ町 ( - フラニツェ)
2時間に1本運行されている。アシで、マークトレドヴィッツ方面の列車に直通する。また、一日1往復のみがフラニツェまで運行される。平日5-6往復、休日2-3往復のみがヘブ方面へ直通する。

## 駅一覧
以下では、チェコ国鉄148号線の駅と営業キロ、停車列車、接続路線などを一覧表で示す。
- 種別
  - IC：超特急「インターシティ」
  - Os：普通
- 停車駅
  - ■印：全列車停車
  - ●印：一部通過
  - ｜印：全列車通過

| 路線名 | 駅名                                           | 駅間営業キロ | 累計営業キロ | 累計営業キロ       | IC | Os | 接続路線                                                                                            | 所在地               | 所在地 |
| ------ | ---------------------------------------------- | ------------ | ------------ | ------------------ | -- | -- | --------------------------------------------------------------------------------------------------- | -------------------- | ------ |
| 148    | ヘブ駅                                         | -            | ヘブから 0.0 |                    | ■  | ■  | 140号線（ウースチー方面）、146号線（ルビ方面） 178号線（プラハ方面）、179号線（ニュルンベルク方面） | カルロヴィ・ヴァリ州 | ヘブ郡 |
| 148    | フランチシコヴィ・ラーズニェ・アクアフォルム駅 | 5.6          | 5.6          |                    | ｜ | ■  | | カルロヴィ・ヴァリ州 | ヘブ郡 |
| 148    | フランチシコヴィ・ラーズニェ駅                 | 1.0          | 6.6          |                    | ■  | ■  | 147号線（ツヴィッカウ方面）                                                                         | カルロヴィ・ヴァリ州 | ヘブ郡 |
| 148    | ヴォイタノフ・オベツ駅                         | 9.1          | 15.7         |                    |    | ■  | | カルロヴィ・ヴァリ州 | ヘブ郡 |
| 148    | ハヴロフ駅                                     | 2.7          | 18.4         |                    |    | ■  | | カルロヴィ・ヴァリ州 | ヘブ郡 |
| 148    | アシ駅                                         | 9.1          | 27.5         | アシ分岐点から 0.1 |    | ■  | ドイツ国鉄858号線                                                                                   | カルロヴィ・ヴァリ州 | ヘブ郡 |
| 148    | アシ町駅                                       | 1.9          | 29.4         | 2.0                |    | ■  | | カルロヴィ・ヴァリ州 | ヘブ郡 |
| 148    | アシ郊外駅                                     | 1.9          | 31.3         | 3.9                |    | ■  | | カルロヴィ・ヴァリ州 | ヘブ郡 |
| 148    | シチータリ駅                                   | 2.4          | 33.7         | 6.3                |    | ■  | | カルロヴィ・ヴァリ州 | ヘブ郡 |
| 148    | ポドフラヂー駅                                 | 2.0          | 35.7         | 8.3                |    | ■  | | カルロヴィ・ヴァリ州 | ヘブ郡 |
| 148    | ストゥダーンカ駅                               | 3.5          | 39.2         | 11.8               |    | ■  | | カルロヴィ・ヴァリ州 | ヘブ郡 |
| 148    | フラニツェ・ヴ・チェハーフ駅                   | 3.9          | 43.1         | 15.7               |    | ■  | | カルロヴィ・ヴァリ州 | ヘブ郡 |